# Luxemburgische Eishockeyliga 1993/94
Die Saison 1993/94 war die erste Spielzeit der luxemburgischen Eishockeyliga, der höchsten luxemburgischen Eishockeyspielklasse. Meister wurde zum ersten Mal in der Vereinsgeschichte überhaupt Tornado Luxembourg.

## Finale
- Tornado Luxembourg - IHC Beaufort 30:5 (aus 2 Spielen)